# Bor, mámor, Bénye
A Bor, mámor, Bénye fesztivál (angolul Wine, Shine...Bénye) az erdőbényei kertekben 2009-ben született hat borászat ötleteléséből. A később egyesületté szerveződött helyi borászatok azóta is minden évben megtartják a gasztrokulturális rendezvényt.

## Története

### A kezdetek
Az első fesztivált 2009 augusztus 15-én egynapos eseményként rendezték meg: a helyi borászokon kívül ismert gasztrobloggerek és környékbeli éttermek, a zempléni ízeket és alapanyagokat alapul véve, kialakították a fesztivál gasztrovonalát.
Az érdeklődésre való tekintettel 2010-ben a professzionálisabb folytatás érdekében a résztvevők megalapították a Bor, Mámor, Bénye Egyesületet, mely azóta is a Fesztivál szervezője.
Két évvel később, 2011-ben  a fesztivál egy péntek esti nyitókoncerttel és közös kóstolóval bővült, ahol a részt vevő helyszínek kitelepülve, egy előre megkomponált kóstolósorban mutatták be a boraikat.

### Bővülés
2013-ra már péntek-szombat-vasárnapi nyitvatartással és programokkal bővült a rendezvény. Ekkora már több, mint 12 borászat csatlakozott a kezdeményezéshez, és a rendezvény országos ismertségre tett szert. Kialakult a jelenleg is alkalmazott beléptetési rendszer napi és hétvégi karszalagokkal, a kempinget és a parkolóhelyet is megnyitották.

### Jelenlegi struktúra
2016-ban a rendezvény immár négynapossá, pontosabban három nap + egy nulladik estéssé vált: az addigi pénteki nyitó koncert és közös kóstoló átköltözött csütörtök estére. 2017-ben a fesztivál időpontja július elejére módosult. Az eredeti augusztusi időponthoz 2019-ben tér vissza az esemény.

## Helyszín
A fesztivált egy Tokaj-Hegyaljai településen, Erdőbényén tartják, ahol a különböző programok helyszínei a település borászatainak a kertjei/pincéi, templomai, tájháza, és a környékbeli dűlők.
Jelenlegi résztvevők: Ábrahám Pince, Bardon Borászat, Béres Szőlőbirtok és Pincészet, Budaházy-Fekete Kúria és Borászat, Csite Családi Birtok, Illés Pince, Jakab Pince, Karádi-Berger Borászat, Kerékgyártó Pince, Préselő Pincészet, Pro Vinum Pincészet, Sanzon Tokaj, Vayi Borászat.

## Gasztronómia
A kezdetekkor főleg gasztrobloggerek készítették el receptjeiket a borok mellé. Az évek során a régió és Magyarország éttermei kerültek előtérbe. A szervezők célja, hogy hosszú távon sikerüljön a helyi alapanyagok és receptek bemutatása az érdeklődők számára.
A borvidék adottságainak megfelelően a pincészetekben kóstolható borok főként fehérborok, ezen belül is jellemzően furmint, hárslevelű és sárga muskotály, illetve ezek házasításai.

## Programok
A hosszú hétvége egy csütörtök esti közös borkóstolóval kezdődik, ahol minden borászat részt vesz, majd könnyűzenei koncert zárja az estét. A fesztivál hátralévő napjain a programok a pincészetek kertjeiben kapnak helyet.
A zenei műsorok műfaja jellemzően jazz, népzene és világzene. Az évek során olyan fellépők, mint Szabó Balázs, Tóth Viktor, Gryllus Vilmos, Bohemian Betyars vettek részt, de a szervezők a kevésbé ismert tehetségek bemutatkozására fektetik a hangsúlyt. 2018-tól szintén a rendezvény biztosít lehetőséget az országban egyedülálló kádártánc és a hordókészítés hagyományainak bemutatására. Emellett kiállítások, irodalmi felolvasások és interjúk, kézműves foglalkozások, gyerekprogramok, kerekasztal beszélgetések és tematikus kóstolók, biciklitúrák és egyéb interaktív műsorok alkotják a rendezvény programjait.